# FIFA 07
 (octobre 2019).
Si vous disposez d'ouvrages ou d'articles de référence ou si vous connaissez des sites web de qualité traitant du thème abordé ici, merci de compléter l'article en donnant les références utiles à sa vérifiabilité et en les liant à la section « Notes et références ».
FIFA 07 est un jeu vidéo de football développé et édité par Electronic Arts en 2006. Il fait partie de la série FIFA Football.

## Système de jeu
FIFA 07 offre les possibilités de gestion suivantes :
- le schéma
- rythme et performances des joueurs
- Mode carrière : il s'étale sur 15 saisons et permet de participer à différents championnats : D1 et D2 pour la plupart des championnats (France, Allemagne, Italie), les autres championnats n'offrant que la D1 sauf le championnat d'Angleterre qui couvre jusqu'à la D4. Le joueur peut également participer à des coupes nationales et européenne :  C1 et C3.

FIFA 07, sous licence avec la FIFA, offre un grand choix championnats officiels avec un grand nombre de clubs, maillots, de stades et de joueurs.

## Jaquette
Ronaldinho (FC Barcelone) est présent sur toutes les jaquettes distribuées dans le monde. Il est accompagné des joueurs suivants:
- France : Juninho (Olympique lyonnais)
- Allemagne : Lukas Podolski (Bayern Munich)
- Italie : Kaká (AC Milan)
- États-Unis et  Mexique : Landon Donovan (Galaxy de Los Angeles) et Francisco Fonseca (Benfica Lisbonne)
- Espagne : David Villa (Valence CF)
- Royaume-Uni,  Belgique,  Pays-Bas &  Australie : Wayne Rooney (Manchester United)

## Bande-son
- Angélique Kidjo - "Wele Wele"
- Belasco - Chloroform
- Boy Kill Boy (en) - Civil Sin
- D.O.C.H ! - "Was in der Zeitung steht ?"
- Elefant - "Uh-oh Hello"
- Epik High - "Fly" 1
- Fertig, los! - "Sie ist in mich verliebt"
- Infadels - "Can't Get Enough (Mekon Remix)"
- Keane - Nothing In My Way
- Malibu Stacy - "Los AnGeles"
- Mellowdrone - "Oh My"
- Mobile - "New York Minute"
- Morning Runner - "Gone Up In Flames"
- Muse - "Supermassive Black Hole"
- Nightmare of You - "Dear Scene, I Wish I Were Deaf"
- Outlandish - "Kom Igen"
- Paul Oakenfold - "Beautiful Goal"
- Persephone's Bees - "Muzika Dlya Fil'ma"
- Plastilina Mosh - Peligroso Pop
- Polysics - "Tei! Tei! Tei!"
- The Prototypes - "Kaleidoscope"
- Ralph Myerz and the Jack Herren Band - "Deepest Red"
- Seu Jorge - "Tive Razão"
- Shiny Toy Guns - "You Are The One"
- Stijn - "Gasoline & Matches"
- Surferosa - "Royal Uniform"
- Tahiti 80 - "Big Day"
- The Feeling - "Sewn"
- The Pinker Tones - "TMCr Grand Finale"
- The Sheer - "Understand"
- The Young Punx - "You've Got To..."
- Tigarah - "Girl Fight"
- Trash Inc. - "Punk Rock Chick"
- Us3 - "Kick This"
- Young Love - "Discotech"